# James Bond 007 – GoldenEye
James Bond 007 – GoldenEye (Originaltitel: GoldenEye) ist der 17. von Eon Productions Ltd. produzierte James-Bond-Film. Erstmals spielte Pierce Brosnan die Rolle des MI6-Agenten. Die Regie führte der Neuseeländer Martin Campbell.
Aufgrund rechtlicher und künstlerischer Differenzen zwischen den Produzenten Albert R. Broccoli, Michael G. Wilson und Barbara Broccoli auf der einen Seite und United Artists und deren Mutterfirma Metro-Goldwyn-Mayer auf der anderen erschien dieser Bond erst nach einer sechsjährigen Pause der Serie in den Kinos. Der Film kam am 15. Dezember 1995 in die schweizerischen, am 28. Dezember 1995 in die deutschen und am 29. Dezember 1995 in die österreichischen Kinos.
Den Titelsong GoldenEye sang die Soul- und Pop-Sängerin Tina Turner.

## Handlung
Zur Zeit des Kalten Krieges sollen 007 James Bond und sein Partner 006 Alec Trevelyan eine sowjetische Chemiewaffenfabrik in Archangelsk vernichten. Beide platzieren Bomben mit Zeitzündern, um die Fabrik zu sprengen, doch 006 wird festgenommen, um Bond zur Aufgabe zu zwingen. 006 bittet Bond „für England“, sich nicht zu ergeben, worauf dieser um sich schießt und versucht, 006 zu befreien. Der wird jedoch vor den Augen Bonds von Oberst Ourumov scheinbar hingerichtet. Anschließend gelingt Bond per Flugzeug die Flucht aus der Fabrik.
Neun Jahre später – nach dem Ende des Kalten Krieges – kommt Bond in Monaco der Pilotin Xenia Onatopp auf die Spur. Diese hat Kontakte zur russischen Terrororganisation Janus, benannt nach dem römischen Gott Janus mit zwei Gesichtern. Xenia ermordet einen Admiral und zwei Hubschrauberpiloten, und Bond kann nicht verhindern, dass sie bei einer Testvorführung einen Tiger-Hubschrauber stiehlt, der stärkster elektromagnetischer Strahlung widerstehen kann.
Mithilfe des Hubschraubers stehlen Onatopp und Ourumov (inzwischen zum General befördert) das geheime russische Waffensystem GoldenEye. Dies ist eine Weltraumwaffe, bei der eine Atombombe in der oberen Erdatmosphäre gezündet wird und so einen nuklearen elektromagnetischen Impuls auslöst, der alle elektronischen Geräte im Umkreis des anvisierten Ziels zerstört. Bei dem Waffenraub töten Ourumov und Onatopp fast alle Mitarbeiter des GoldenEye-Satellitenkontrollzentrums Sewernaja in Sibirien – einzig die beiden Programmierer Natalya Simonova und Boris Grischenko überleben. Um die Spur ihres Diebstahls zu verwischen, zerstören Ourumov und Onatopp mit einem der beiden GoldenEye-Satelliten das Kontrollzentrum. Sie entkommen mit dem Tiger-Hubschrauber, während drei zur Aufklärung geschickte russische MiG-29-Kampfflugzeuge durch den elektromagnetischen Impuls abstürzen.
Die Vorgänge in Sibirien werden vom MI6 über Satellit beobachtet. Dabei wird der gestohlene Tiger-Hubschrauber entdeckt und Natalya wird beobachtet, wie sie aus den Trümmern des Kontrollzentrums entkommt. Bond macht sich auf den Weg nach Sankt Petersburg und trifft dort Jack Wade, seinen Kontaktmann vom CIA. Mit dessen Hilfe nimmt Bond Kontakt zu dem ehemaligen KGB-Agenten Valentin Zukovsky auf, der trotz alter Feindschaft zu Bond gegen Geld ein Treffen Bonds mit Janus arrangiert. Inzwischen trifft Natalya sich mit Grischenko, der sie jedoch gefangen nimmt, denn er arbeitet für Janus und war am Raub von GoldenEye beteiligt. Bond erfährt, dass der totgeglaubte Agent 006, Alec Trevelyan, hinter Janus steckt. Das ganze Unternehmen ist seine persönliche Rache an Großbritannien, das er für den Tod seiner Eltern verantwortlich macht. Als Lienzer Kosaken waren Trevelyans Eltern von den Briten nach dem Zweiten Weltkrieg mit 25.000 anderen Kosaken bei Lienz an Stalin und seine Exekutionskommandos ausgeliefert worden; Trevelyans Eltern hatten zwar überlebt, begingen aber später aus Scham Selbstmord. Trevelyan versucht, 007 und Natalya in dem nun ausgedienten Tiger-Hubschrauber zu töten. Dies kann Bond zwar in letzter Sekunde verhindern, doch werden beide vom russischen Militär verhaftet und ins Verteidigungsministerium gebracht.
Dort werden sie vom russischen Verteidigungsminister Mischkin verhört. Plötzlich taucht Ourumov auf und erschießt den Minister mit Bonds Dienstwaffe, um ihm den Mord anzuhängen. Bond kann erneut fliehen, muss jedoch Natalya zurücklassen. Er verfolgt Ourumov und Natalya in einem T-55-Panzer quer durch Sankt Petersburg, doch Ourumov kann sich absetzen und Natalya zu einem gepanzerten Salonzug der ehemaligen Sowjet-Regierung bringen, wo Trevelyan und Onatopp bereits warten. Bond bringt den Zug schließlich außerhalb der Stadt mit dem Panzer als Sperre zum Entgleisen. Er stürmt den Zug und tötet Ourumov, aber Trevelyan und Onatopp können entkommen. Trevelyan sperrt Bond und Natalya im gepanzerten Zug ein und aktiviert eine Bombe mit Zeitzünder, doch wiederum gelingt beiden knapp die Flucht.
Natalya hat inzwischen herausgefunden, dass Kuba das Ziel von Trevelyan und Onatopp ist. Auf Kuba kommen Natalya und Bond sich näher. Bond macht die geheime Basis von Trevelyan versteckt in einem See ausfindig. Er kann die auf sie angesetzte Onatopp töten und stürmt mit Natalya die Basis. Hier erfahren sie den Plan von 006: Er will zunächst mit Hilfe des Verräters Grischenko Gelder auf seine Konten transferieren und anschließend mit einem Angriff durch GoldenEye auf London alle Daten löschen, um die gesamte britische Finanzwelt ins Chaos zu stürzen und seine Spuren zu verwischen.
Doch Bond und Natalya können Trevelyans Pläne vereiteln: Beim Showdown kämpfen Trevelyan und Bond auf einem Radioteleskop, wobei Bond seinen Widersacher mit den Worten „für mich und nicht für England“ in den Tod stürzen lässt. Grischenko, der sich schon gerettet wähnt, wird durch einen Schwall flüssigen Stickstoffs schockgefrostet.
Schließlich lassen Bond und Natalya sich von einem US-amerikanischen Rettungshubschrauber zur Guantanamo Bay Naval Base ausfliegen.

## Produktion

### Verzögerungen durch Rechtsstreit und neuer Hauptdarsteller

Logo-Variante für den US-Markt und Soundtrack

Bereits im Frühjahr 1990, im Anschluss an die Veröffentlichung von Lizenz zum Töten, wurde mit der Vorproduktion des 17. James-Bond-Films der Eon Productions begonnen, der 1991 erscheinen sollte. James Bond sollte wieder von Timothy Dalton gespielt werden, dessen Vertrag noch einen weiteren Film vorsah. Ein entsprechendes Plakat war auf dem Filmfestspielen in Cannes 1990 zu sehen.
Durch Rechtsstreitigkeiten zwischen Eon Productions und Metro-Goldwyn-Mayer / United Artist (MGM/UA) wurde der Film in den folgenden Jahren immer wieder verschoben. Obwohl diese noch nicht ausgeräumt waren, wollten MGM/UA die Bondserie 1992 fortsetzen, aber mit einem neuen Hauptdarsteller, was Broccoli ablehnte. Erst ein weiteres Jahr später erklärte sich die neu eingesetzte Konzernspitze dazu bereit, auf Broccolis Wünsche einzugehen. Am 6. August 1993 gab Timothy Dalton in einem Interview mit der Daily Mail die Information an die Öffentlichkeit, dass Michael France das Drehbuch schreibe und voraussichtlich im Januar oder Februar 1994 mit den Dreharbeiten begonnen werden sollte.
Doch der Termin verstrich, und am 12. April 1994 gab Timothy Dalton bekannt, dass er keinen weiteren James-Bond-Film drehen wolle. Die Produzenten begannen mit der Suche nach einem neuen Hauptdarsteller und testeten zehn Kandidaten in Probeaufnahmen. Als Kandidaten waren u. a. Mel Gibson, Hugh Grant, Liam Neeson, Ralph Fiennes, Lambert Wilson, Mark Frankel sowie Paul McGann für den Posten des smarten Agenten vorgesehen. Am Ende bekam Pierce Brosnan die Rolle, ihm wurde die Nachricht am 1. Juni 1994 mitgeteilt. Eigentlich hätte Brosnan schon in Der Hauch des Todes die Bondrolle übernehmen sollen. Die große Medienpräsenz aufgrund seines Castings als 007 ließ jedoch das Interesse an der Serie Remington Steele, für die er noch unter Vertrag stand, wieder ansteigen, und die Fernsehproduzenten ließen weitere Folgen produzieren. Dadurch war Brosnan nicht rechtzeitig zum Drehbeginn von Der Hauch des Todes verfügbar und musste auf die Rolle verzichten. Am 8. Juni 1994 wurde Pierce Brosnan offiziell als neuer James Bond vorgestellt, er unterschrieb einen Vertrag über drei Filme.

### Drehbuch
Kurz nach dem Erscheinen des Vorgängers wurde von Michael G. Wilson und Alfonse Ruggiero ein 17-Seitiges Outline für den dritten Teil mit Dalton verfasst, welches bereits den Titel GoldenEye trug, jedoch eine völlig andere Handlung aufwies. So sollte dieser Film unter anderem in Asien spielen und Roboter und andere High-Tech-Elemente enthalten. Durch den Eon/MGM-Rechtsstreit und schließlich den Ausstieg Daltons wurde dieses Skript hinfällig. Lediglich einzelne Elemente dieses Outlines wurden in die nachfolgenden Filme übernommen.
Daltons Aussage, dass Michael France das Drehbuch schreibe, war korrekt. France hatte einen Entwurf verfasst, der von Jeffrey Caine überarbeitet wurde, als Brosnan als neuer Bond feststand. Caine behielt viele Elemente aus Frances Entwurf, fügte aber auch neue hinzu. Der Prolog, der neun Jahre vor der eigentlichen Handlung des Filmes spielt, war Caines Idee. Als dritter Autor wurde Kevin Wade engagiert, der das Drehbuch überarbeitete und kleinere Änderungen vornahm. Weitere kleine Änderungen wurden von Bruce Feirstein vorgenommen. Offiziell wurde Caine und Feirstein das Drehbuch zugeschrieben und France die Story. Wade erhielt keine Nennung im Abspann, aber die Figur des CIA-Agenten Jack Wade wurde nach ihm benannt.

### Titel
Der Titel des Films, GoldenEye, ist eine Hommage an Ian Flemings Domizil auf Jamaika, das diesen Namen trägt. Dorthin zog sich Fleming jedes Jahr für ein paar Monate zurück, um einen neuen James-Bond-Roman zu schreiben. Fleming hatte den Namen von der Operation Golden Eye übernommen, einem Auftrag, den er während des Zweiten Weltkriegs beim Marinenachrichtendienst geleitet hatte.

### Besetzung
Als das Drehbuch fertig war, begann man mit der Suche nach einem Regisseur und Darstellern. Als Regisseur verpflichtete man Martin Campbell.
Als Agent 006 wurde Sean Bean verpflichtet, nachdem er für die Hauptrolle als James Bond vorgesprochen hatte.
Als Bond-Girl Natalya Simonova tritt Izabella Scorupco auf. Ihre Gegenspielerin Xenia Onatopp wird von Famke Janssen verkörpert.
In GoldenEye wird die Rolle des Russen Valentin Zukovsky eingeführt und mit Robbie Coltrane besetzt, der bereits in Für alle Fälle Fitz erfolgreich war. Außerdem wird Bond erstmals von dem von Joe Don Baker gespielten Jack Wade unterstützt, der auch im nächsten Film wieder in diese Rolle zurückkehrte. Joe Don Baker spielte bereits in Der Hauch des Todes mit, verkörperte dort allerdings Bonds Gegenspieler Brad Whitaker.
Zum ersten Mal wird „M“ von einer Frau, Judi Dench, gespielt. Diese Entscheidung war die letzte größere Änderung am Drehbuch und wurde erst von Bruce Feirstein und dem Regisseur Martin Campbell getroffen. Miss Moneypenny wird erstmals von Samantha Bond dargestellt. Die Rolle des „Q“ übernahm bereits zum 15. Mal Desmond Llewelyn.

### Titeldesign
Maurice Binder, bisher für die Gestaltung fast aller Titelsequenzen der James-Bond-Filme zuständig, war 1991 verstorben, und man beauftragte diesmal Daniel Kleinman mit dieser Arbeit. 1989 hatte dieser bereits das Musikvideo für Gladys Knights Titellied zu Lizenz zum Töten aufgenommen.
In die Titelsequenz von GoldenEye integrierte Kleinman Elemente aus der Handlung des Films, so erscheint beispielsweise eine Frau mit zwei Gesichtern als Anspielung auf den Gott Janus, den Namensgeber der im Film vorkommenden Verbrecherorganisation. Die Filmtitel enthalten außerdem eine Reihe von leichtbekleideten Frauen, die sowjetische bzw. kommunistische Symbole zerstören. Dadurch schließt die Titelsequenz die zeitliche Lücke zwischen der Eröffnungssequenz, die im Kalten Krieg spielt, und der Rahmenhandlung, die nach dem Zerfall der Sowjetunion angesiedelt ist.
In der Titelsequenz wurde eine klassische serifenlose Schriftart in einem gelben Farbton verwendet. Der Filmtitel GoldenEye wird allerdings erstmals seit Dr. No in einer speziellen Schriftart gezeigt, die auch auf Postern und anderem Merchandisingmaterial verwendet wurde.
Die Gunbarrel-Sequence (dt. Pistolenlauf-Sequenz) wurde von Kleinman vorsichtig modernisiert. Mit jedem neuen Hauptdarsteller war bisher eine neue Version entstanden, der eigentliche Pistolenlauf jedoch stets derselbe geblieben. Er war damit das am längsten unveränderte grafische Element der James-Bond-Filme geblieben. Kleinman fügte dem Pistolenlauf nun mit Hilfe von CGI-Reflexionen ein Bewegungselement hinzu, um so den Eindruck eines dreidimensionalen Pistolenlaufs zu verstärken, behielt dabei jedoch die ursprüngliche Charakteristik bei.

### Dreharbeiten
Die Dreharbeiten zum 17. Bondfilm GoldenEye begannen am 16. Januar 1995 und wurden am 6. Juni 1995 beendet.
Nach Beendigung der Dreharbeiten verstarb Derek Meddings, der in diesem wie vielen der vorherigen Bondfilme für die Spezialeffekte im Bereich Modellbau zuständig war. GoldenEye wurde ihm daher mit den Worten „to the memory of Derek Meddings“ im Abspann gewidmet.

### Drehorte
In folgenden Ländern wurde gedreht:
- Vereinigtes Königreich
  - London

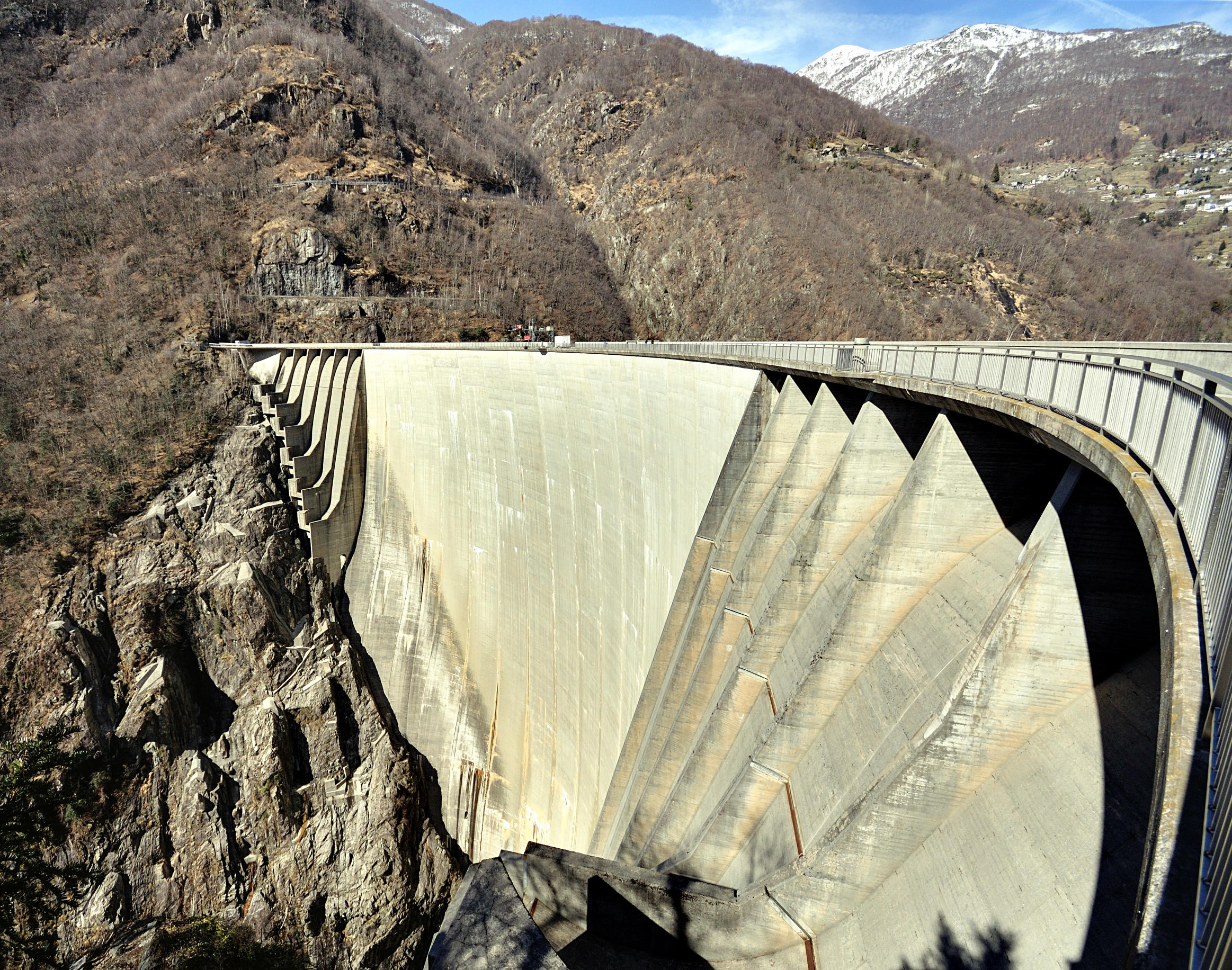
Verzasca-Talsperre am Lago di Vogorno, hier wurde der Bungeesprung aufgenommen.

    - Draper’s Hall an der Throgmorton Street
    - Leavesden Studios, Leavesden
    - Epsom Down Racecourse
    - St. Sofia’s Greek Cathedral
    - Bahnhof St Pancras
    - Langham Hilton Hotel
    - The Chapel
    - Hof des Somerset House
    - Vauxhall Bridge

  - Außerhalb Londons
    - Nene Valley Railway, Peterborough
- Frankreich
  - Gréolières
- Monaco
  - Casino von Monte Carlo
  - Yachthafen
- Schweiz
  - Verzasca-Talsperre am Lago di Vogorno, Valle Verzasca, Kanton Tessin
  - Tällistock bei Gadmen, Kanton Bern
- Puerto Rico (US-amerikanisches Außengebiet)
  - Arecibo-Observatorium, Arecibo
  - Laguna Tortuguero, Manatí
  - Playa Mar Chicita, Manatí
- Russland
  - Sankt Petersburg

### Sonstiges
Neben Lizenz zum Töten ist dies ein weiterer Bond-Film, der nicht in den Pinewood Studios gedreht wurde.
Nach dem Erscheinen des Films entstand am Lago di Vogorno, wo die Eröffnungsszene mit dem Bungee-Sprung gedreht wurde, eine kommerzielle Bungee-Jumping-Anlage.
Das Flugzeug in der Anfangsszene ist eine Pilatus PC-6.
Xenia Onatopp im Ferrari F355 GTS und James Bond im Aston Martin DB5 veranstalten ein spontanes Straßenrennen, als sie sich auf einer Bergstraße oberhalb von Monte Carlo begegnen.
Bond fährt in diesem Film zum ersten Mal einen BMW, und zwar einen Z3, der allerdings nur in zwei Szenen zu sehen ist. BMW stellt auch in den zwei folgenden Filmen mit dem 750iL in Der Morgen stirbt nie und dem Z8 in Die Welt ist nicht genug das Bond-Auto. Mit Ausnahme einer kurzen Szene in Der Morgen stirbt nie, bei der Bond mit einem DB5 beim Hauptquartier des MI6 vorfährt, fährt er danach erst in Stirb an einem anderen Tag mit dem V12 Vanquish wieder einen Aston Martin.
Bei dem Kampfhubschrauber im Film handelt es sich um einen EC665 Tiger, die darin verwendete Rettungskapsel ist allerdings erfunden.
Die Lokomotive des russischen gepanzerten Salonzugs war eine BR-Klasse 20 mit entsprechender Verkleidung. Sie war während den Dreharbeiten, die auf der Nene Valley Railway, einer Museumsbahn in England, stattfanden, im Besitz des Musikproduzenten Pete Waterman. Seit 2022 ist sie ohne Verkleidung unter der alten British-Railways-Nummer D8188 bei der Watercress Line im Einsatz.
Die Szene am Ende des Filmes, als Bond von der Leiter des Radioteleskops fällt, wurde von Brosnan selbst gespielt. Dabei ging etwas schief, so dass sich Brosnan beim Abfang des Sturzes an der Leiter beinahe verletzte – der Schmerzlaut im Film ist daher echt.
Die Special Edition des Films auf VHS sowie auf DVD wurde, um eine FSK-Freigabe ab 12 Jahren zu erhalten, um 14 Sekunden gekürzt. Die Ultimate Edition hingegen ist ungekürzt und weist eine FSK-16-Freigabe auf.
In einer kurzen Szene im Casino tritt die Tochter von Eunice Gayson auf, die in den ersten beiden Bondfilmen Bonds Freundin Sylvia Trench verkörperte.
Die Eröffnungsszene in der Sowjetunion spielt im Jahr 1986 und somit etwa ein Jahr vor dem Bond-Film Der Hauch des Todes. 

### Gadgets

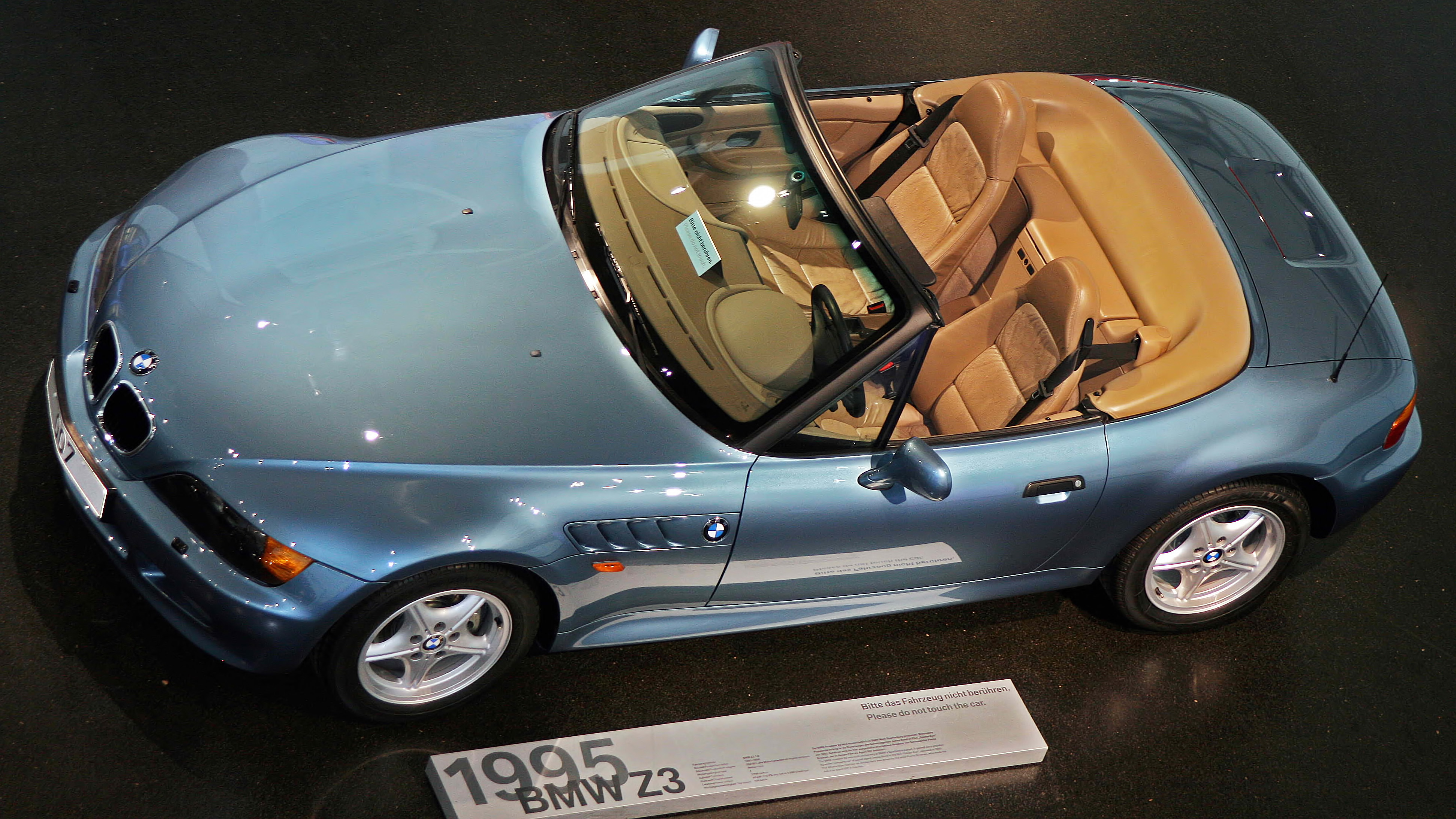
BMW Z3 aus dem Film GoldenEye im BMW-Museum

- Eine in einen Kugelschreiber eingebaute Granate mit Zeitzünder.
- Ein Gürtel, aus dessen Schnalle man ein dünnes Seil mit Haken herausfeuern kann.
- Ein BMW Z3 mit Stingers und den üblichen bereits aus anderen Bondfilmen bekannten Gadgets (die Raketen kamen diesmal nicht zum Einsatz).
- Eine Uhr mit integriertem Laser, mit dem man zum Beispiel Stahlplatten zerschneiden kann. (Ein ähnliches Modell tauchte bereits in dem nicht von EON produzierten Film Sag niemals nie von 1983 auf, genauso wie ein explodierender Stift. Allerdings war das ein Füllfederhalter, der ähnlich einer Rakete abgeschossen wurde.)
- Ein Röntgendokumentenscanner, der in ein Silbertablett integriert ist.

### Filmmusik
Die Filmmusik wurde von Éric Serra komponiert.
Der Titelsong GoldenEye wurde komponiert und getextet von Bono und The Edge und von Tina Turner interpretiert. Er konnte sich nicht in den US-amerikanischen Charts platzieren, im Vereinigten Königreich erreichte er Platz 10.
Im Abspann ist das Lied The Experience of Love zu hören, das von Éric Serra und Rupert Hine geschrieben und von Éric Serra interpretiert wurde. Außerdem ist im Film das bekannte Lied Stand By Your Man zu hören, das Minnie Driver in Zukovskys Nachtclub singt.
Für die Verfolgungsjagd mit dem Panzer wurde das Stück A Pleasant Drive In St. Petersburg von Éric Serra komponiert, die Produzenten ersetzten es im Film jedoch durch ein Arrangement von John Altman.
Der Soundtrack erschien erstmals 1995 bei Virgin Records auf CD. Nach dem 40-Jahre-James-Bond-Jubiläum wurde 2003 eine Extended Version des Soundtracks von Capitol Records veröffentlicht, die um einige Sekunden länger ist. Das Stück A Pleasant Drive In St. Petersburg ist im Film nicht zu hören.
| Originalauflage 1. GoldenEye (Main Title Song) (04:48) gesungen von Tina Turner 2. The GoldenEye Overture (04:21) 3. Ladies First (02:44) 4. We Share The Same Passions (04:48) 5. A Little Surprise For You (02:01) 6. The Severnaya Suite (02:05) 7. Our Lady Of Smolensk (01:02) 8. Whispering Statues (03:25) 9. Run, Shoot And Jump (01:04) 10. A Pleasant Drive In St. Petersburg (04:31) 11. Fatal Weakness (04:46) 12. That’s What Keeps You Alone (03:14) 13. Dish Out Of Water (03:57) 14. The Scale To Hell (03:43) 15. For Ever James (02:00) 16. The Experience Of Love (End Title Song) (06:05) gesungen von Eric Serra |

### Synchronisation
Dialogregie: Thomas Danneberg
| Rolle                              | Schauspieler      | Deutscher Synchronsprecher |
| ---------------------------------- | ----------------- | -------------------------- |
| James Bond                         | Pierce Brosnan    | Frank Glaubrecht           |
| Alec Trevelyan                     | Sean Bean         | Norbert Langer             |
| Natalya Fyodorovna Simonova        | Izabella Scorupco | Bettina Weiß               |
| General Arkady Grigorovich Ourumov | Gottfried John    | Gottfried John             |
| Xenia Sergeyevna Onatopp           | Famke Janssen     | Martina Treger             |
| Jack Wade                          | Joe Don Baker     | Klaus Sonnenschein         |
| M                                  | Judi Dench        | Gisela Fritsch             |
| Valentin Dimitrovich Zukovsky      | Robbie Coltrane   | Jürgen Kluckert            |
| Dmitri Mishkin                     | Tchéky Karyo      | Joachim Kerzel             |
| Boris Grischenko                   | Alan Cumming      | Santiago Ziesmer           |
| Q                                  | Desmond Llewelyn  | Manfred Schmidt            |
| Miss Moneypenny                    | Samantha Bond     | Anita Lochner              |
| Bill Tanner                        | Michael Kitchen   | Klaus-Dieter Klebsch       |
| Caroline                           | Serena Gordon     | Cornelia Meinhardt         |

Die Synchronisation enthält einen Fehler: Als Alec Trevelyan gegenüber James Bond erwähnt, dass er Nachfahre Lienzer Kosaken sei, wird in der deutschen Synchronisation fälschlicherweise von „Linzer Kosaken“ gesprochen.

### Uraufführung
GoldenEye feierte seine Premiere am 13. November 1995 in New York, er kam in den Vereinigten Staaten am 17. November 1995 in die Kinos, am 22. November in London und zwei Tage später im gesamten Vereinigten Königreich. In Deutschland startete der Film am 28. Dezember 1995.

## Nachwirkung

### Finanzieller Erfolg
Das Budget betrug geschätzte 58 Mio. US-Dollar. Der Film war ein weltweiter kommerzieller Erfolg, bis zum Januar 1996 spielte er in den Vereinigten Staaten fast 100 Mio. US-Dollar ein, in Großbritannien über 17 Mio. Pfund. Das weltweite Einspielergebnis liegt bei ca. 351 Mio. US-Dollar, in Deutschland bei über 60 Mio. Mark. In Deutschland sahen über vier Millionen Menschen den Film im Kino, in den Vereinigten Staaten 24,45 Millionen. Die Zeitschrift Stern gibt als weltweites Einspielergebnis inflationsbereinigte 530 Millionen US-Dollar an, was nach Stand von 2011 das zwölfthöchste Ergebnis eines Bond-Films ist. Die Besucherzahlen in Deutschland werden mit 5,5 Millionen angegeben, das sind die viertmeisten eines Bond-Films in Deutschland.

### Zeitgenössische Kritik
Die Kritiken zum Erscheinungszeitpunkt waren gemischt.
Entertainment Weekly urteilte im November 1995, der Film sei „ein mittelmäßiger Beitrag zur Bond-Serie“, der dennoch „verlocken[d]“ geraten sei. Variety urteilte im selben Monat, Brosnan gebe ein „solides Debut“ in einem der „besseren der 17 Bond-Filme“. Die New York Times schrieb, das Drehbuch enthalte „lediglich flache Schlagabtäusche und verzweifelte Hommagen an den Stil Flemings“, und Brosnan sei „nicht der Glaubwürdigste in den Actionszenen.“ Die Time schrieb, die von der Bond-Serie „etablierten Konventionen“ stünden in GoldenEye auf „wackeligen Knien“, und Brosnan spiele den James Bond auf „mittlerem Niveau“ zwischen Connery, Moore und Dalton. Roger Ebert bewertete GoldenEye in der Chicago Sun-Times mit drei von vier Sternen und beschrieb ihn als einen „modernen Bond nach bekanntem Schema.“ Brosnan in der Rolle des Bond empfand er als „völlig angemessen“.
Hellmuth Karasek kritisierte im Spiegel, in GoldenEye „ist James Bond ein Comic-Held geworden. Und somit ist er, allen Anstrengungen zum Trotz, aus der Zeit gefallen.“ Norbert Grob schrieb in der Zeit, in GoldenEye „werden langsam auch die extensiven Schauwerte zum Problem. Wenn nichts wirkt außer dem thrill des Bumbums, bleiben letztlich nur Schall und Rauch.“ Er sprach sich dafür aus, die James-Bond-Serie „neu zu installieren“, und fügte an: „Pierce Brosnan hätte jedenfalls das Zeug dazu.“

### Spätere Bewertung
GoldenEye wird rückblickend als einer der wichtigsten James-Bond-Filme angesehen, da mit ihm sechs Jahre nach Lizenz zum Töten der erfolgreiche Relaunch der Bond-Serie gelang, der in den Augen mancher Kritiker das Fortbestehen der gesamten Serie ermöglichte.
Die Zeitschrift Entertainment Weekly erstellte 2006 eine Rangfolge der James-Bond-Filme, wobei GoldenEye als 8. von 21 Filmen abschnitt und als Brosnans „bei weitem bester und verständlichster“ Film bezeichnet wurde. Im gleichen Jahr bewerteten die Mitarbeiter der Multimedia-Webseite IGN die Bond-Filme und wählten GoldenEye auf Platz 5.
Zwischen 2011 und 2012 wurde von den Besuchern der James-Bond-Fanseite MI6-HQ.com über die besten Bond-Filme abgestimmt, wobei GoldenEye Platz 5 von 22 Filmen erreichte. Er schnitt in dieser Abstimmung als bester Film mit Brosnan in der Hauptrolle ab und lag vor sämtlichen mit Roger Moore abgedrehten Filmen.
Im Jahr 2012 wurden die Bond-Filme auch durch die Leser des 007 Magazine bewertet, wobei GoldenEye den 9. von 24 Plätzen belegte. In einer ebenfalls 2012 veröffentlichten Liste des Rolling Stone nimmt GoldenEye jedoch lediglich Platz 19 von 24 James-Bond-Filmen ein. In dem 2012 erschienenen Sonderheft 50 Jahre James Bond des Stern wird der Film mit 4 von 5 Sternen („gut“) bewertet.

### Auszeichnungen
BAFTA Award 1995
- Nominierung in der Kategorie „Bester Ton“ für Jim Shields, David John, Graham V. Hartstone, John Hayward, Michael A. Carter
- Nominierung in der Kategorie „Beste visuelle Effekte“ für Chris Corbould, Derek Meddings, Brian Smithies

BMI Film & TV Award 1996
- Auszeichnung in der Kategorie „BMI Film Music Award“ für Éric Serra

Goldene Leinwand 1996
- 3 Millionen Kinobesucher in 18 Monaten

Saturn Award 1996
- Nominierung in der Kategorie „Bester Action-/Adventure-/Thriller-Film“
- Nominierung in der Kategorie „Bester Hauptdarsteller“ für Pierce Brosnan

MTV Movie Award 1996
- Nominierung in der Kategorie „Beste Kampfszene“ für Pierce Brosnan und Famke Janssen

Die Deutsche Film- und Medienbewertung (FBW) in Wiesbaden verlieh dem Film das Prädikat „besonders wertvoll“.

## Adaptionen

### Computerspiele
1997 wurde mit dem Ego-Shooter GoldenEye 007 das erste auf dem Film basierende Computerspiel veröffentlicht, von dem 2010 ein Remake und 2011 eine modernisierte Neuauflage für jeweils unterschiedliche Plattformen erschien. Die Version für das Nintendo 64 gilt als eines der besten Spiele für diese Plattform.
Ein um das Jahr 2007 programmiertes Remaster dieser Version für die Microsoft-Konsole Xbox 360 erschien aufgrund rechtlicher Komplikationen nie. Das unter dem Codenamen „Bean“ entwickelte Spiel sollte über die Plattform „Xbox Live Arcade“ vertrieben werden. Im Februar 2021 wurde eine spielbare Kopie dieser Version online geleakt und kann in Emulatoren und auf modifizierten Konsolen ausgeführt werden.
Der 2004 veröffentlichte Ego-Shooter GoldenEye: Rogue Agent hat außer dem Auftritt von Xenia Onatopp keine direkte Beziehung zum Kinofilm, vielmehr wurde der Titel wohl gewählt, um die zahlreichen Fans des ursprünglichen GoldenEye 007 als Käufer zu gewinnen.

## Veröffentlichung
Der Film wurde 1996 erstmals auf VHS von Warner Bros. in Deutschland veröffentlicht. Die VHS hatte ein Wendecover, damit es zur 1995 veröffentlichten Classic Bond Collection passte. Ab 1999 wechselten die Vermarktungsrechte zu 20th Century Fox Entertainment. Die erste DVD-Version kam zusammen mit dem Nachfolger Der Morgen stirbt nie 1998 auf den Markt. Damals noch in der Jewel-Case-Box, später in der heute noch üblichen Amaray-Hülle. Als Blu-Ray wurde er zum 50. Jubiläum veröffentlicht.
Der Film lief am 2. Januar 1999 um 20:15 Uhr auf ZDF erstmals im deutschen Free-TV.